# Día del Periodista

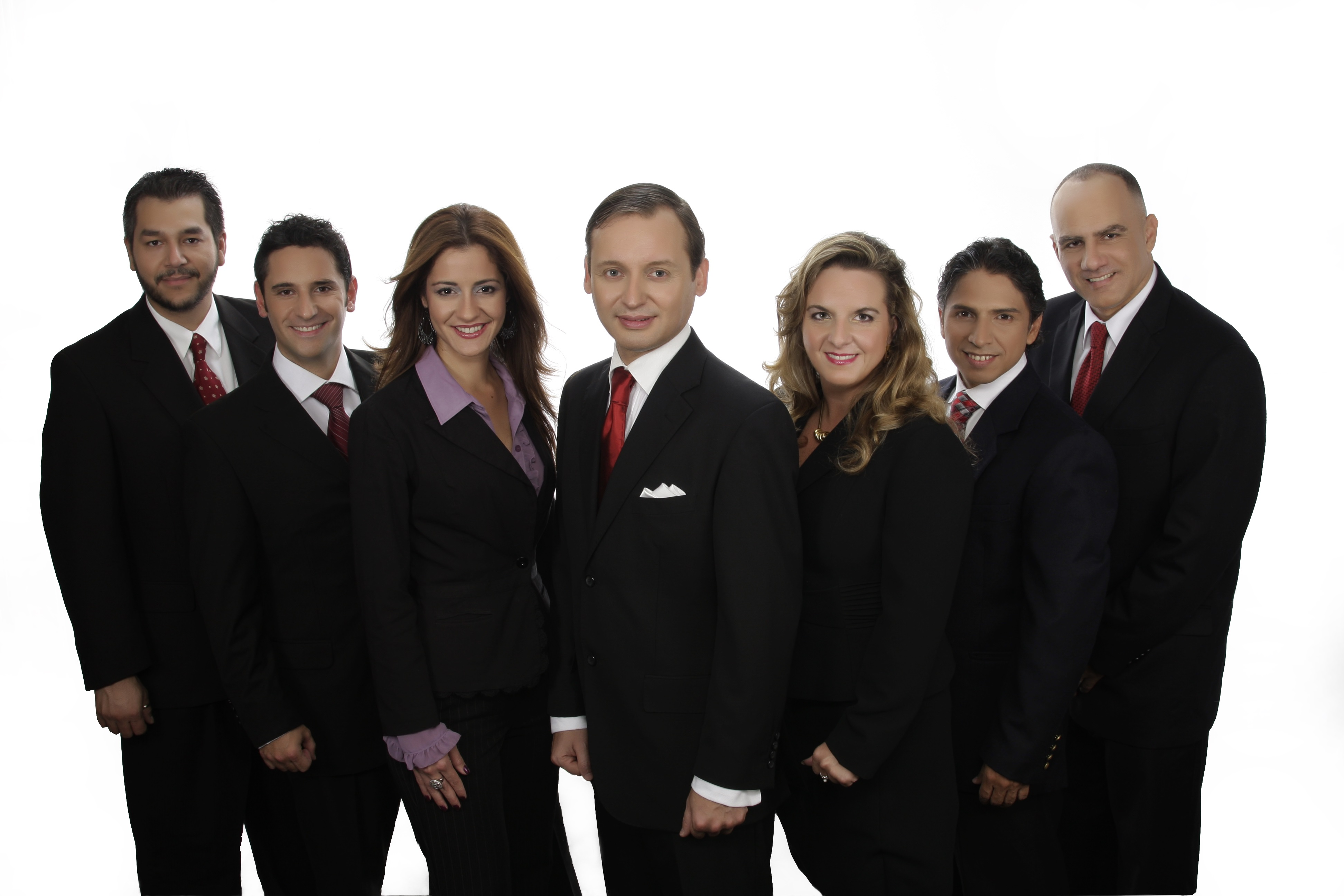
Periodistas de un equipo de noticiero de Estados Unidos.

El Día del Periodista es la festividad en la que se celebra a los periodistas y comunicadores.

## Celebración
El 8 de septiembre se conmemora el Día Internacional del Periodista en homenaje al periodista checo Julius Fučík, ejecutado por los nazis el 8 de septiembre de 1943.
En América, las celebraciones varían según hechos ocurridos en los países de la región. 
Por ejemplo, en Argentina, el Día del Periodista, fue establecido en 1938 por el Primer Congreso Nacional de Periodistas celebrado en Córdoba, en recuerdo del primer medio de prensa con ideas patrióticas. El 7 de junio de 1810 Mariano Moreno fundó la "Gazeta de Buenos Aires", primer periódico de la etapa independentista argentina. La Primera Junta indicó por decreto su fundación por ser necesario anunciar al público los actos oficiales y las noticias exteriores y locales. Sus primeros redactores fueron Mariano Moreno, Manuel Belgrano y Juan José Castelli. 
O en Paraguay, la fecha elegida por el Sindicato de Periodistas del Paraguay (SPP) guarda relación con la publicación del primer periódico del país, "El Paraguayo Independiente", el 26 de abril de 1845, redactado íntegramente por el entonces presidente de Paraguay Carlos Antonio López. Ese día, pero de 1991, fue asesinado en plena vía pública, en la ciudad Pedro Juan Caballero, el periodista Santiago Leguizamón, crimen atribuido a la mafia organizada vinculada al narcotráfico de la frontera con el Brasil. Este hecho ratificó la fecha como la de conmemoración de los periodistas paraguayos.

## En América

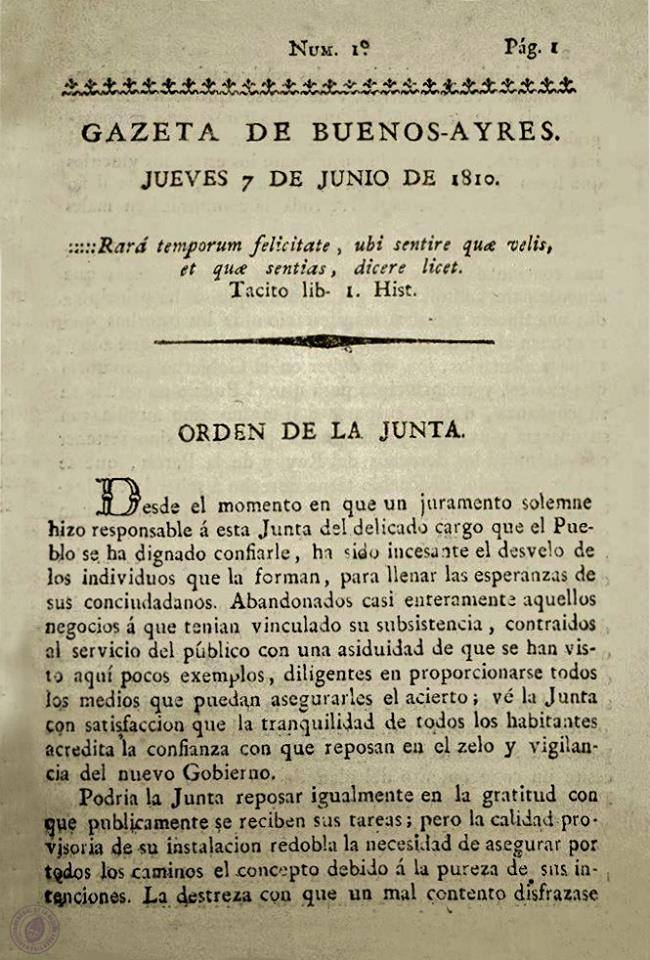
Primer número de la "Gazeta de Buenos Aires".

- Argentina: 7 de junio. Establecido en 1939 por el Primer Congreso Nacional de Periodistas celebrado en la provincia de Córdoba en homenaje a la publicación de la "Gazeta de Buenos Ayres", primer periódico de la etapa independentista argentina fundado por Mariano Moreno en 1810, en el que también escribieron Manuel Belgrano, Juan José Castelli y Marcos Farfan.[1]

"¿Por qué se han de ocultar a las Provincias sus medidas relativas a solidar su unión, bajo nuevo sistema? ¿Por qué se les ha de tener ignorantes de las noticias prósperas o adversas que manifiesten el sucesivo estado de la Península?... Para el logro de tan justos deseos ha resuelto la Junta que salga a la luz un nuevo periódico semanal, con el título de la Gaceta de Buenos Aires."
Mariano Moreno, Gaceta de Buenos Aires del 7 de Junio de 1810

- Bolivia: 10 de mayo. En conmemoración de la promulgación de un decreto de 1938, con el que el gobierno de Germán Busch Becerra reivindicaba los derechos de los trabajadores de prensa. Ese mes el 5 de mayo de 1865, era fusilado sin juicio previo el periodista Cirilo Barragán, por el Gobierno de Mariano Melgarejo, considerándolo el primer 'mártir' del periodismo[2]
- Brasil: 7 de abril. Celebrado en homenaje al médico y periodista João Batista Líbero Badaró, asesinado en São Paulo el 7 de abril de 1830 durante una marcha de estudiantes que apoyaban los ideales libertarios de la Revolución francesa.[3] El mismo día pero de 1908 fue creada por Gustavo de Lacerda la Asociación Brasileña de Prensa.[4]

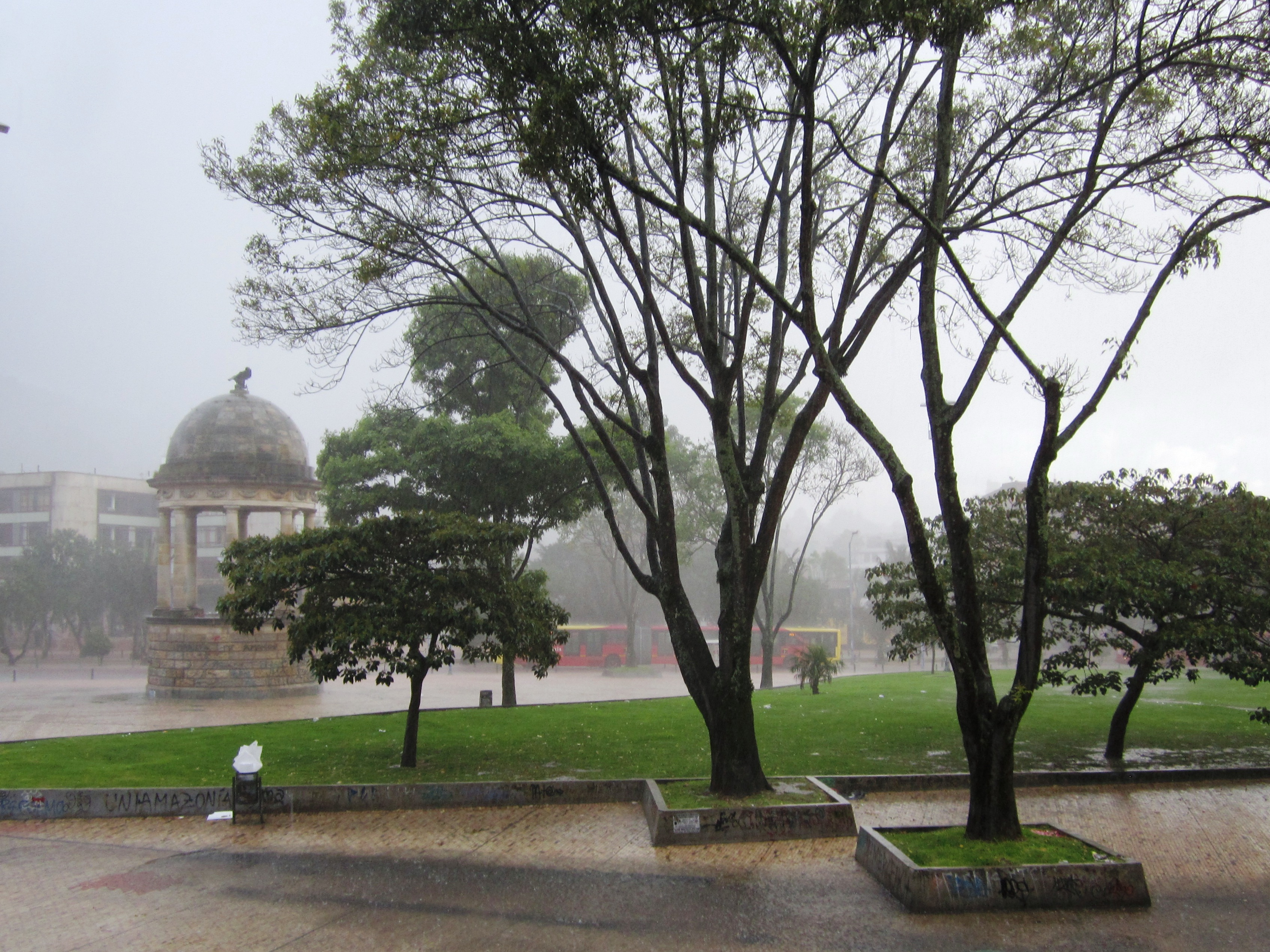
Parque de los Periodistas, en Bogotá.

- Colombia: 9 de febrero y 4 de agosto (no está unificado). El 9 de febrero de 1791 comenzó a circular el semanario "Papel Periódico de Santafé de Bogotá". La ley 918 de 2004 declaró el 4 de agosto como el Día del Periodista y Comunicador.[5]
- Costa Rica: 30 de mayo. Instaurado por decreto de 2010 del presidente Óscar Arias Sánchez en recuerdo del atentado de La Penca de 1984.[6]
- Cuba: 14 de marzo. El primer número del periódico Patria, fundado y dirigido por José Martí, corresponde al 14 de marzo de 1892. Cuenta con los artículos de fondo redactados por Martí. Entre sus colaboradores se encontraban Tomás Estrada Palma, Manuel Sanguily, Gonzalo de Quesada, Manuel de la Cruz y Federico Sánchez. Su administración corrió a cargo de J. A. Agramonte, Gonzalo de Quesada, Enrique José Varona y Manuel Moré. Con la muerte del Apóstol el periódico dedicó un número a su figura y en lugar de él ocupó la dirección Enrique José Varona. A partir del número 176 fue Órgano Oficial del Partido Revolucionario Cubano. Su último número es el 522 del 31 de diciembre de 1898. Para honrar la fecha de aparición de este importante periódico, desde los primeros años de la década de 1990 se celebra el 14 de marzo como Día de la Prensa Cubana.

- Chile: 11 de julio. Establecido en recuerdo de la promulgación de la Ley de la República 12.045, del 11 de julio de 1956, que resolvió la creación del Colegio de Periodistas de Chile.[7]
- Ecuador: 5 de enero. Instaurado en homenaje a la publicación del primer número de "Primicias de la cultura de Quito", el 5 de enero de 1792, periódico dedicado a exaltar las ideas libertarias y fundado por Eugenio de Santa Cruz y Espejo, precursor y prócer de la Independencia americana. El Congreso Nacional, el 29 de mayo de 1992 y con ocasión del segundo centenario de la aparición del "Primer Periódico Ecuatoriano", dictó el acuerdo que estableció la fecha del Día del Periodista Ecuatoriano.[8]
- El Salvador: 31 de julio. Se celebra ese día a instancias de un decreto del 29 de mayo de 1969 de la Asamblea Legislativa, rindiendo homenaje a la aparición del primer periódico editado en el país, el "Semanario Político Mercantil", donde escribió quien es llamado el primer periodista salvadoreño, el religioso Miguel José Castro.[9]
- Guatemala: 30 de noviembre. La Asociación de Periodistas de Guatemala se reunió el 4 de agosto de 1948 para determinar una fecha conmemorativa por el Día del Periodista en el país. La intención era celebrarlo el 21 de agosto, en honor a la fecha de nacimiento del patrono de los escritores y periodistas, San Francisco de Sales, pero luego se estableció en homenaje al primer tiraje de "La Gaceta de Guatemala", en 1729. Si bien ese periódico se publicó el 1 de noviembre de ese año, se conmemora el 30 de noviembre en virtud de que aquella edición fue para todo el mes. El Congreso nacional emitió en 1972 el decreto 47-72 que ratificó la fecha.[10]

- Honduras: 25 de mayo. En 1830 se publicó el primer periódico impreso en el país, "La Gaceta del Gobierno". Exactamente cien años más tarde, el 25 de mayo de 1930, se celebró el Primer Congreso Nacional de Periodistas. Pocos días después y a instancias del encuentro de periodistas, el entonces presidente Vicente Mejía Colindres firmó un acuerdo de la Secretaría de Instrucción Pública creando el Día del Periodista, que señalaba entre sus considerandos que "la Prensa es un factor de positiva importancia para la cultura de los pueblos, el afianzamiento de la paz y el prestigio de las instituciones", además de argumentar que "es deber del Gobierno perpetuar los sucesos que marcan una era de engrandecimiento en la evolución social del país y estimular la labor de los que ejercen la noble profesión de periodistas".[11]
- México: 4 de enero. Aunque es difícil encontrar información oficial sobre esta celebración en México, algunas fuentes están de acuerdo en señalar que obedece a Manuel Caballero, fallecido el 4 de enero de 1926 en la Ciudad de México. Caballero es considerado "el iniciador del reporterismo" en el país.[12][13]
- Nicaragua: 1 de marzo. En recuerdo de la fecha de salida al público del primer periódico de frecuencia diaria, "Diario de Nicaragua", fundado el 1 de febrero de 1884 por Rigoberto Cabezas. Fue fijado por decreto número 904, aprobado el 28 de febrero de 1964 y publicado en La Gaceta Diario Oficial número 51 del 29 de febrero del mismo año.
- Panamá: 13 de noviembre. Se eligió ese día en honor a Gaspar Octavio Hernández, jefe de redacción del diario "La Estrella de Panamá", decano de la prensa nacional. Hernández murió el 13 de noviembre de 1918 cuando escribía un editorial en defensa de los símbolos patrios y el idioma español.[14][15][16]
- Paraguay: 26 de abril. Fecha elegida por el Sindicato de Periodistas por la publicación del primer periódico del país, "El Paraguayo Independiente", el 26 de abril de 1845, redactado íntegramente por el entonces presidente de Paraguay Carlos Antonio López. Coincidentemente, ese mismo día pero de 1991, fue asesinado en plena vía pública, en la ciudad Pedro Juan Caballero, el periodista Santiago Leguizamón.[17][18]
- Perú: 1 de octubre. Ese día de 1790 fue puesto en circulación el primer diario del país, bajo la dirección del español Francisco Antonio de Cabello y Meza, que escribía con el seudónimo Jaime Bausate y Meza. La fecha fue propuesta en el Congreso Nacional de la Federación Peruana de Periodistas de 1950, solicitud enviada al gobierno nacional, que oficializó la celebración en 1953 mediante el Decreto Supremo 2521.[19]
- República Dominicana: 5 de abril. En homenaje a la publicación, en 1821, del primer periódico dominicano, "El Telégrafo Constitucional".[20]
- Uruguay: 23 de octubre. Día de 1815 en el que José Artigas pidió al Cabildo de Montevideo que apoyara la publicación "Prospecto Oriental", de Mateo Vidal, calificada por el prócer como "herramienta fundamental", oficio en el que también reclamaba promover la libertad de prensa en la nación. El 3 de diciembre de 1990 se promulgó la ley 16.154, que oficializó el día de la celebración.[21]

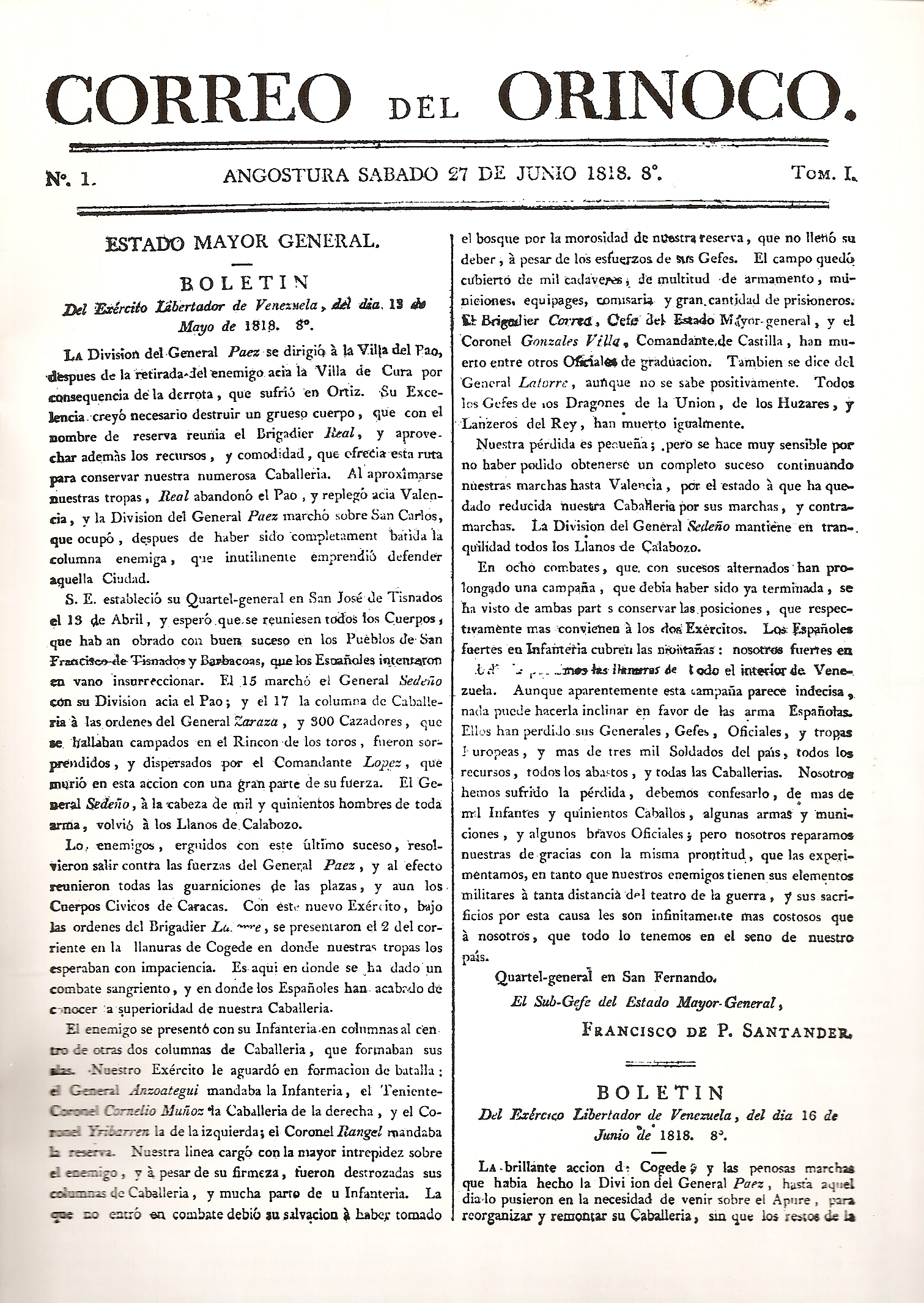
Portada de "Correo del Orinoco" del 27 de junio de 1818.

- Venezuela: 27 de junio. Día elegido en conmemoración del primer número del "Correo del Orinoco", creado por Simón Bolívar en 1818. La fecha de homenaje fue acordada por la Asociación Venezolana de Periodistas tras el pedido de Guillermo García Ponce, quien hizo llegar su propuesta en 1964 desde el Cuartel San Carlos, donde se encontraba detenido por rebelión militar. La ley de Ejercicio del Periodismo, de 1994, ratificó al 27 de junio como "Día del Periodista Venezolano".[22]

## En Europa
- España: 24 de enero. En honor a San Francisco de Sales, nombrado patrón de periodistas y escritores por Pío XI en 1926.[23]